# Susana Muñiz

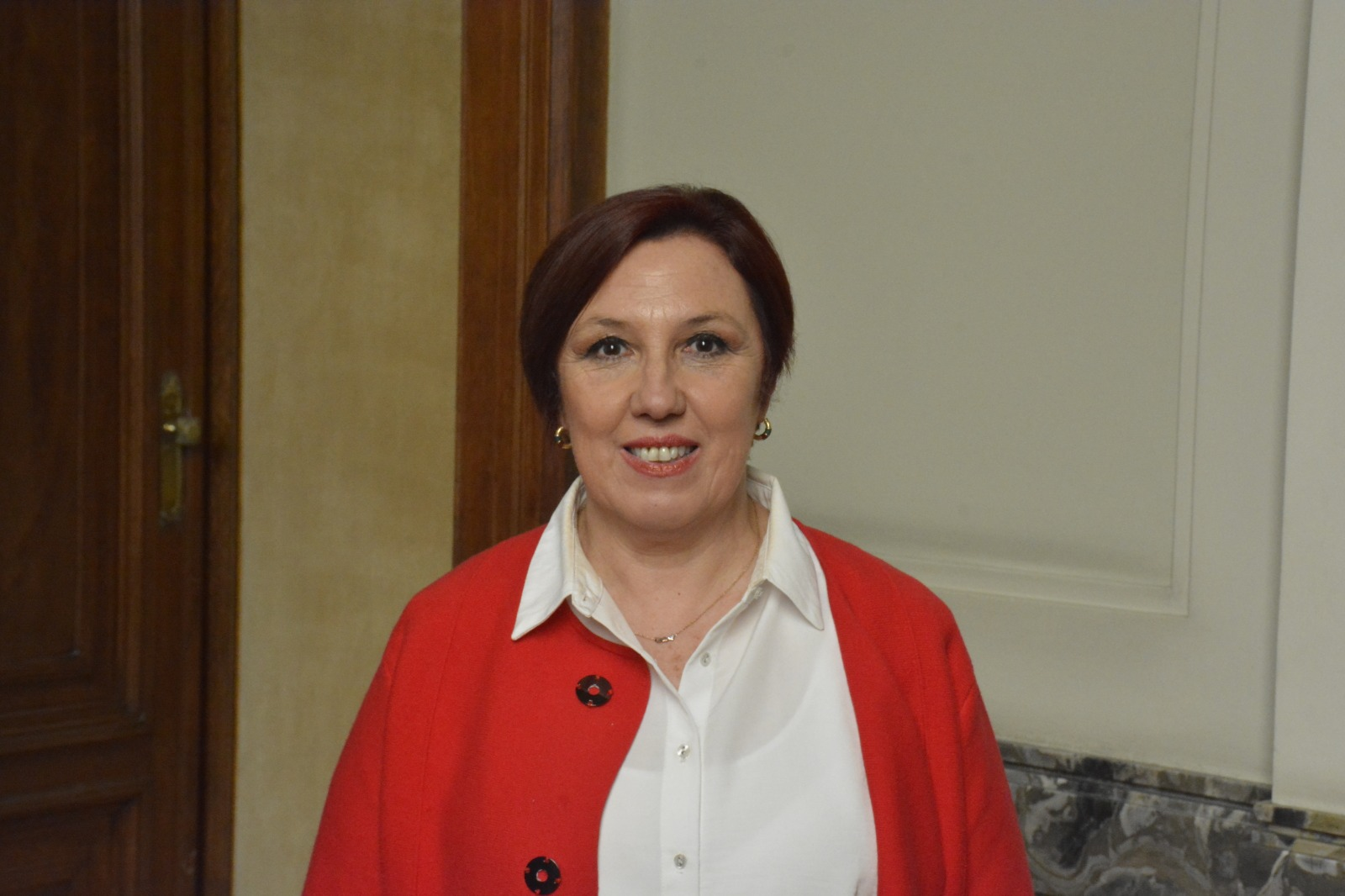
Susana Muñiz, 2020

María Susana Muñiz Jiménez (* 28. April 1965 in Montevideo) ist eine uruguayische Politikerin.
Die promovierte Susana Muñiz schloss im Oktober 1996 erfolgreich ein Medizinstudium an der Universidad de la República (UdelaR). Muñiz, die der Partido Comunista de Uruguay angehört und von 1983 an der Unión de Juventudes Comunistas zugehörig war, hatte diverse Ämter im Gesundheitswesen inne. Mindestens bis Februar 2013 war sie Direktorin des „Segundo Nivel de Atención“ in der Administración de los Servicios de Salud del Estado (ASSE). Muñiz ist seit dem 25. Februar 2013 als Nachfolgerin von Jorge Enrique Venegas Gesundheitsministerin in der Regierung José Mujicas.
Muñiz ist verheiratet und hat einen Sohn.